# Alberto Uria
Pas d'image ? Cliquez ici
Alberto Uria, né le 11 juillet 1924 à Montevideo et mort le 4 décembre 1988 dans la même ville, est un pilote automobile uruguayen. 

## Biographie
En deux Grands Prix de Formule 1, il ne marque aucun point, mais son meilleur résultat est une sixième place au Grand Prix d'Argentine 1956, gagnée avec Óscar González.

## Résultats en championnat du monde de Formule 1
| Saisons | Écuries | Châssis     | Moteurs     | Pneus   | GP disputés | Qualifications | Résultats | Points inscrits | Classements |
| ------- | ------- | ----------- | ----------- | ------- | ----------- | -------------- | --------- | --------------- | ----------- |
| 1955    | Privé   | Maserati A6 | Maserati L6 | Pirelli | Argentine   | 21e            | abandon   | 0               | non classé  |
| 1956    | A Uria  | Maserati A6 | Maserati L6 | Pirelli | Argentine   | 13e            | 6e        | 0               | non classé  |